# The Thick of It
The Thick of It (en français « Au cœur de l'action ») est une sitcom britannique en 23 épisodes de 28 minutes créée par Armando Iannucci et diffusée entre le 19 mai 2005 et le 27 octobre 2012 sur BBC Four puis sur BBC Two.
La série satirise les méthodes du gouvernement britannique moderne.
Cette série est inédite dans les pays francophones.

## Synopsis
Dans le département fictif des Affaires sociales (DAS) puis des Affaires sociales et de la Citoyenneté (DoSAC), le ministre Hugh Abbot enchaîne les bourdes, malgré les conseils de ses trois collaborateurs principaux Glen Cullen, Olly Reeder et Terri Coverley. Il doit quotidiennement s'expliquer devant Malcolm Tucker, le spin doctor agressif et dominateur du 10 Downing Street. La série suit le ministère pendant sept années et les différents personnages qui y travaillent au cours des divers changements politiques.
La majorité travailliste est au pouvoir pendant les trois premières saisons, représentant les gouvernements de Tony Blair (saisons 1 et 2) et de Gordon Brown (Specials et saison 3). Dans la saison 4, la série suit la majorité conservatrice élue au Royaume-Uni en 2010 et menée par David Cameron bien que les Premiers ministres de la série soient fictifs.

## Production

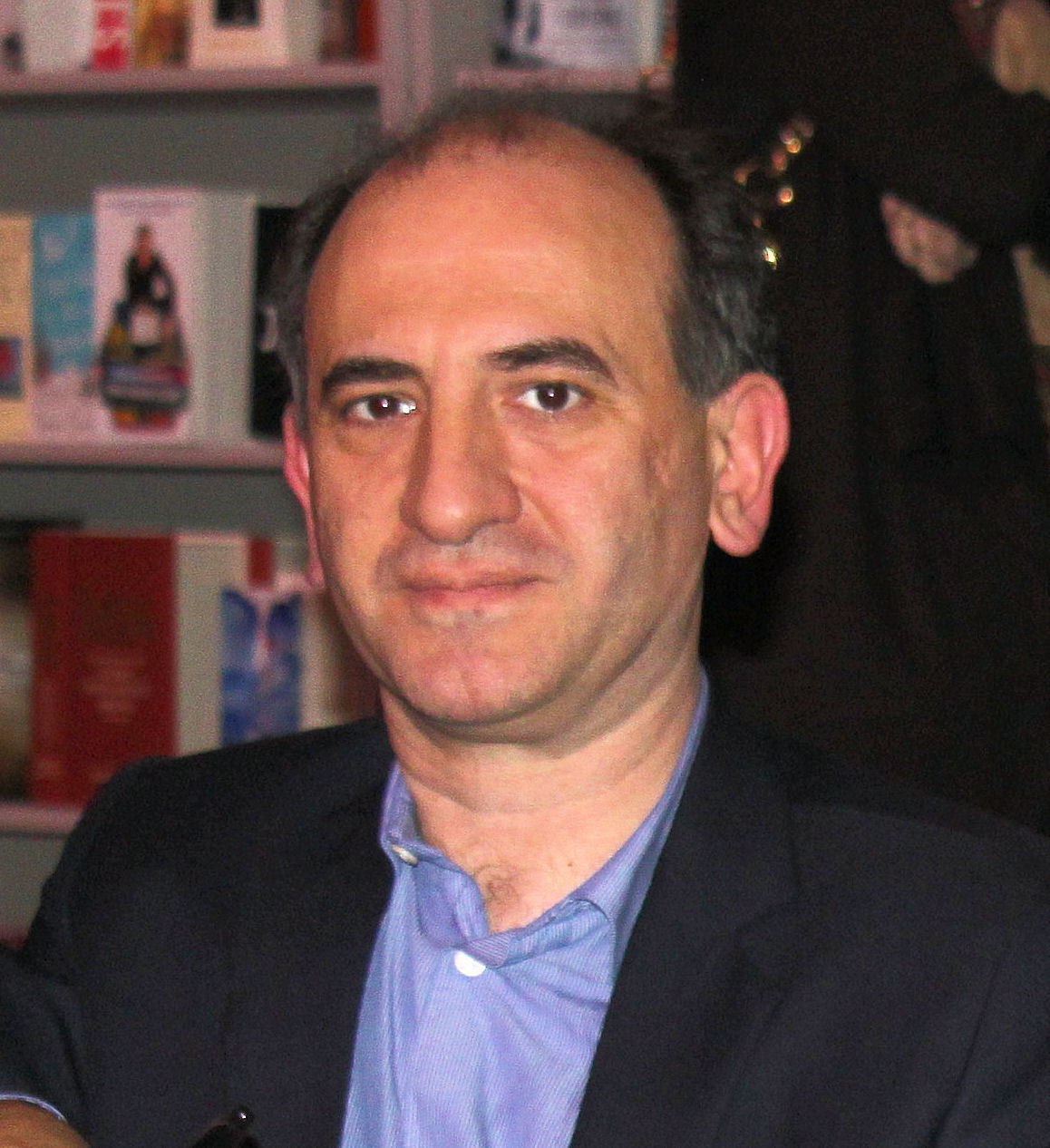
Armando Iannucci, créateur et scénariste de la série.

La série a été diffusée sur BBC Four en 2005, et compte trois saisons de 14 épisodes d'une demi-heure et 2 épisodes spéciaux d'une heure qui ont coïncidé avec Noël et la nomination de Gordon Brown comme Premier Ministre.
La série est écrite par une équipe de scénaristes guidés par Armando Iannucci, qui réalise également les épisodes, composée de Jesse Armstrong, Simon Blackwell, Roger Drew, Sean Gray, Ian Martin, Will Smith et Tony Roche. Certains dialogues sont improvisés et contiennent de nombreuses insultes et grossièretés. Peter Capaldi, interprète de Malcolm Tucker, personnage le plus enclin à ce langage cru, a expliqué que « Au fond, 80 % de l'épisode correspond au script avec lequel on a commencé. L'improvisation rend juste les choses plus réelles et moins scénarisées ». Avant les répétitions, le scénario est envoyé à un « consultant d'injures » à Lancaster (Ian Martin) qui ajoute quelques lignes de dialogue coloré.
La série est produite par Adam Tandy de la BBC qui a produit tous les travaux de Iannucci depuis 2000. Les épisodes sont tournés avec une caméra de reportage à la main, donnant un aspect documentariste à la série, lui-même renforcé par l'absence de musique d'ambiance et de rires enregistrés, caractéristiques du genre des sitcoms.
The Thick of It a été décrite comme successeur du XXIe siècle de la série Yes Minister, créée en 1980, qui dénonçait la lutte entre les médias et spin doctors et les citoyens.

## Distribution

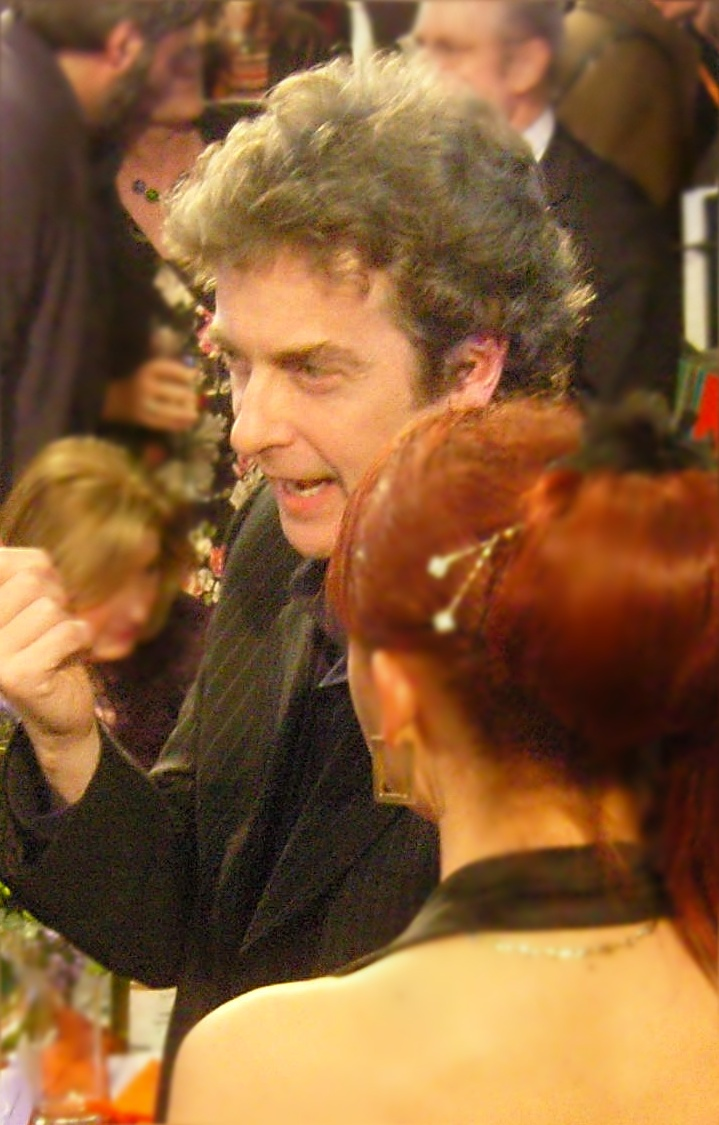
Peter Capaldi, interprète du spin doctor écossais Malcolm Tucker

Gouvernement (saisons 1, 2, 3 et Specials) puis Opposition (saison 4)
- Peter Capaldi : Malcolm Tucker
- Chris Langham : Hugh Abbot MP (saisons 1 et 2)
- Rebecca Front : Nicola Murray MP (à partir de la saison 3)
- James Smith : Glenn Cullen
- Chris Addison : Oliver « Olly » Reeder
- Paul Higgins : Jamie McDonald (saison 2 et Specials)
- Samantha Harrington : Sam Cassidy
- Alex MacQueen : Julius, Lord Nicholson d'Arnage (saisons 2, 3 et Specials)
- Tony Gardner : Dan Miller MP (saisons 1, 4 et Specials)
- Justin Edwards : Ben Swain (saisons 3, 4 et Specials)
- Tim Bentinck : Cliff Lawton MP (saison 1 et Specials)
- David Haig : Steve Fleming MP (saison 3)
- Rebecca Gethings : Helen Hatley (saison 4)

Fonctionnaires
- Joanna Scanlan : Terri Coverley
- Polly Kemp : Robyn Murdoch (à partir de la saison 2)

Opposition (saison 3 et Specials) puis Gouvernement (saison 4)
- Roger Allam : Peter Mannion MP (saisons 3, 4 et Specials)
- Vincent Franklin : Stewart Pearson (saisons 3, 4 et Specials)
- Olivia Poulet : Emma Messinger (saisons 3, 4 et Specials)
- Will Smith : Phil Smith (saisons 3, 4 et Specials)
- Geoffrey Streatfeild : Fergus Williams MP (saison 4)
- Ben Willbond : Adam Kenyon (saison 4)
- Tom Hollander : Cal Richards (saison 3)

Presse
- Lucinda Raikes : Angela Heaney (saisons 1, 2, 3 et Specials)
- Zoe Telford : Marianne Swift (saison 3)
- Peter Sullivan : Geoffrey (saison 3)

Goolding Inquiry
- William Hoyland : Lord Goolding (saison 4)
- Priyanga Burford : Baronne Sureka (saison 4)
- Tobias Menzies : Simon Weir (saison 4)
- Michael Maloney : Matthew Hodge (saison 4)

## Personnages
La plupart des épisodes sont centrés sur le Secrétaire d'État du Ministère des Affaires sociales et de la Citoyenneté (Department of Social Affairs and Citizenship ou DoSAC), sous l'œil vigilant de l'exécuteur du 10 Downing Street, Malcolm Tucker, aussi compétent que redouté.
- Malcolm Tucker est le directeur de la communication agressif, injurieux et redouté du Gouvernement. Il a deux missions principales : il joue le rôle d'exécuteur du Premier ministre en s'assurant que les ministres du Cabinet suivent la ligne du parti, et il gère les crises qui concernent les relations publiques ; il peut être qualifié de spin doctor. Il utilise régulièrement la diffamation ou les menaces de violence physique et psychologique pour arriver à ses fins et son accent écossais associé au débit fulgurant de ses paroles rendent ses tirades injurieuses particulièrement violentes et mémorables. Tucker apparaît également dans le film In the Loop[3]. The Guardian a également utilisé le personnage pour la couverture des élections législatives britanniques de 2010, dans un édito écrit par Jesse Armstrong[4].

- Hugh Abbot MP est le Secrétaire d'État aux Affaires sociales (ensuite renommé Affaires sociales et Citoyenneté) dans les deux premières saisons. Il est un Ministre du Cabinet particulièrement médiocre, la plupart du temps hors du coup. Alors qu'il pense avoir un peu d'influence, il se retrouve souvent à la merci des événements et devient la cible privilégiée des attaques au vitriol de Tucker. Alors qu'il survit au remaniement du Cabinet de la saison 2, il n'apparaît plus à partir des épisodes spéciaux, et est remplacé dans la saison 3 par Nicola Murray, à la suite du nouveau remaniement.

- Nicola Murray MP remplace Hugh Abbot à partir de la saison 3. Elle est promue Ministre des Affaires sociales et de la citoyenneté à la dernière minute dans la réorganisation ministérielle, comme choix par défaut. Inexpérimentée et naïve, elle entame son mandat avec un certain nombre d'embarras publics, notamment à propos de la carrière de son mari. Relativement impuissante dans le Cabinet, son image publique, largement alimentée par Tucker, est particulièrement froide et elle est qualifiée de « glummy mummy » (maman morose). Cependant, même si elle et Tucker s'opposent régulièrement, il paraît lui montrer plus de sympathie qu'à son prédécesseur.

- Glenn Cullen est un conseiller spécial supérieur (Senior Special Adviser) du ministre. Il est un ami de longue date de Hugh Abbot. Généralement considéré comme un expert en politique, il se fait souvent la voix de la raison dans la série, malgré les moqueries et le dédain de ses plus jeunes collaborateurs. À la suite de départ de Hugh, il espère prendre sa retraite, mais se retrouve inexplicablement maintenu à son poste de conseiller de Nicola Murray.

- Oliver « Olly » Reeder est un conseiller spécial du Secrétaire d'État. Diplômé d'Oxbridge, il est arrogant, inexpérimenté, opportuniste et souvent la cause des erreurs du ministère. Cependant, le Ministre suit souvent ses idées, les imaginant très populaires. Il fut muté pour un temps au 10 Downing Street après avoir couché avec une conseillère de l'opposition, où on lui a demandé d'utiliser sa relation avec elle pour obtenir des informations sur la politique du parti adverse. Il est décrit par Terri comme étant « moralement en faillite ».

- Terri Coverley est la directrice de la communication du Ministère : elle est responsable des relations avec la presse pour le DoSAC. Professionnelle mais prude, elle est souvent envoyée pour éponger les désastres du Ministère auprès des médias. Elle est fonctionnaire, et, comparé aux ministres et conseillers du Ministère, son poste est relativement sécurisé, un fait qu'elle ne manque pas de faire remarquer au cours des nombreuses crises que traverse le département.

## Épisodes

### Première saison (2005)
1. Titre français inconnu (Episode 1)
2. Titre français inconnu (Episode 2)
3. Titre français inconnu (Episode 3)

### Deuxième saison (2005)
1. Titre français inconnu (Episode 1)
2. Titre français inconnu (Episode 2)
3. Titre français inconnu (Episode 3)

### Hors saisons - Épisodes spéciaux (2007)
1. Titre français inconnu (Special One : Rise of the Nutters)
2. Titre français inconnu (Special Two : Spinners and Losers)
3. Titre français inconnu (Opposition Extra)

### Troisième saison (2009)
1. Titre français inconnu (Episode 1)
2. Titre français inconnu (Episode 2)
3. Titre français inconnu (Episode 3)
4. Titre français inconnu (Episode 4)
5. Titre français inconnu (Episode 5)
6. Titre français inconnu (Episode 6)
7. Titre français inconnu (Episode 7)
8. Titre français inconnu (Episode 8)

### Quatrième saison (2012)
Une quatrième saison a été commandée en mars 2010, Les épisodes ont été tournés entre mars et mai 2012 et ont été diffusés à partir du 8 septembre sur BBC 2.
1. Titre français inconnu (Episode 1)
2. Titre français inconnu (Episode 2)
3. Titre français inconnu (Episode 3)
4. Titre français inconnu (Episode 4)
5. Titre français inconnu (Episode 5)
6. Titre français inconnu (Episode 6)
7. Titre français inconnu (Episode 7)

## Distinctions

### Récompenses
- British Comedy Awards 2005 : meilleur acteur comique pour Chris Langham
- Broadcasting Press Guild Awards 2005 : Writer's Award pour Armando Iannucci, Jesse Armstrong, Tony Roche, Simon Blackwell et Ian Martin

- British Academy Television Awards 2006 :
  - Meilleure sitcom
  - Meilleure performance masculine dans un rôle comique pour Chris Langham
- Broadcasting Press Guild Awards 2006 : meilleure comédie
- Royal Television Society Awards 2006 : meilleure sitcom

- British Academy Television Awards 2010 :
  - Meilleure sitcom
  - Meilleure performance masculine dans un rôle comique pour Peter Capaldi
  - Meilleure performance féminine dans un rôle comique pour Rebecca Front
- Royal Television Society Awards 2010 : meilleure comédie scénarisée

### Nominations
- British Academy Television Awards 2006 : meilleure performance masculine dans un rôle comique pour Peter Capaldi
- Royal Television Society Awards 2006 : meilleure performance comique pour Peter Capaldi

- British Academy Television Awards 2008 :
  - Meilleure sitcom
  - Meilleure performance comique pour Peter Capaldi

- Royal Television Society Awards 2010 : meilleure performance comique pour Peter Capaldi

- British Academy Television Awards 2013 :
  - Meilleure sitcom
  - Meilleure performance masculine dans un rôle comique pour Peter Capaldi

## Œuvres dérivés

### Film
En 2009, la série a été adaptée au cinéma par Armando Iannucci sous le nom de In the Loop, d'après un scénario de Iannucci, Jesse Armstrong, Simon Blackwell et Tony Roche. Produit par la BBC, le film reprend la base de la série en se concentrant sur l'engagement britannique et américain en Irak. La plupart des acteurs de la série y jouent, Capaldi étant le seul à reprendre son rôle. D'autres acteurs ont rejoint la distribution originale, comme Tom Hollander, James Gandolfini, Gina McKee et Steve Coogan.

### Adaptation américaine
En 2006, il a été annoncé que la série allait être adaptée pour la télévision américaine, se centrant sur les vies quotidiennes des membres secondaires du Congrès. Le créateur d’Arrested Development, Michael Hurwitz en aurait été le producteur exécutif, aux côtés d'Armando Iannucci et de Richard Day. Un pilote a été réalisé par Christopher Guest et produit par Sony Pictures et BBC Worldwide, avec John Michael Higgins, Oliver Platt, Michael McKean, Alex Borstein et Wayne Wilderson.
La chaîne ABC n'a cependant pas acheté la série pour son programme de l'automne 2007. Iannucci a pris ses distances de l'épisode pilote : « c'était terrible... ils ont pris l'idée et viré tout le style. C'était un plan conventionnel et il n'y avait aucune improvisation ni aucun juron. Ça n'a pas marché, Dieu merci ». D'autres réseaux américains dont HBO, Showtime et NBC ont exprimé leur intérêt pour la série, et en avril 2009, Iannucci a entrepris des discussions avec HBO.